# Eulithis phylaca
Eulithis phylaca är en fjärilsart som beskrevs av Dyar 1916. Eulithis phylaca ingår i släktet Eulithis och familjen mätare. Inga underarter finns listade i Catalogue of Life.